# Böber
Die Böber ist ein orographisch rechter Nebenfluss der Nesse in Eisenach und der Gemeinde Hörselberg-Hainich im Wartburgkreis in Westthüringen.

## Verlauf
Die Böber entspringt im äußersten Norden des Stadtgebietes von Eisenach im Stadtteil Neukirchen und fließt in östliche Richtung. Nach dem Durchqueren des Eisenacher Stadtteils Berteroda erreicht das Gewässer das Gebiet der Gemeinde Hörselberg-Hainich im Wartburgkreis. Hier durchfließt es die Ortsteile Beuernfeld und Bolleroda; nach dem Unterqueren der Bundesstraße 84 knickt der Verlauf nach Süden ab und unterquert die Bundesautobahn 4 unweit der Autobahnabfahrt Eisenach-Ost. Nachfolgend erreicht das Gewässer die Ortslage Großenlupnitz, wo die Böber mit dem Mühlgraben der Nesse für eine Wasserkraftanlage aufgestaut wird und nachfolgend in die Nesse einmündet.

## Einordnung
Nach dem Thüringer Wassergesetz hat die Böber den Status eines Gewässers II. Ordnung. Die Gewässerunterhaltung obliegt somit den Kommunen, welche sie durchfließt.

## Galerie

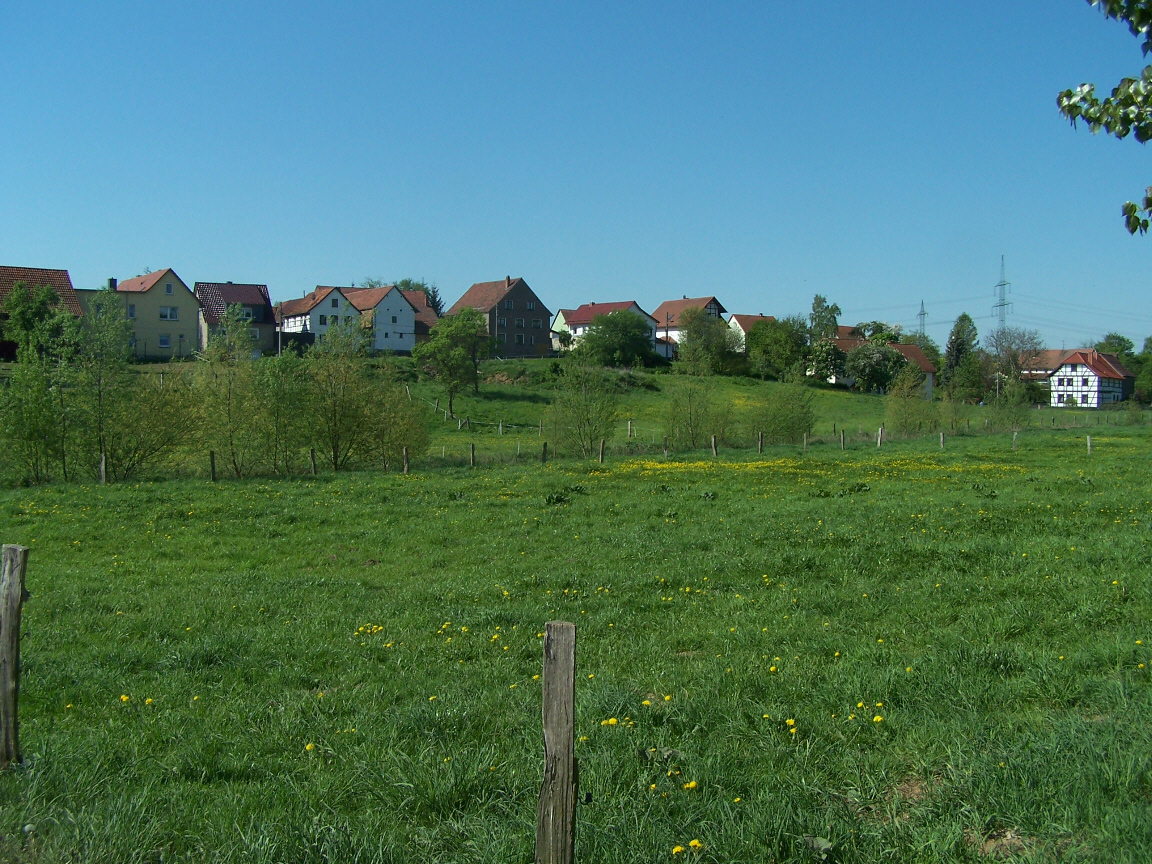
Die Böber am Ortsrand von Berteroda
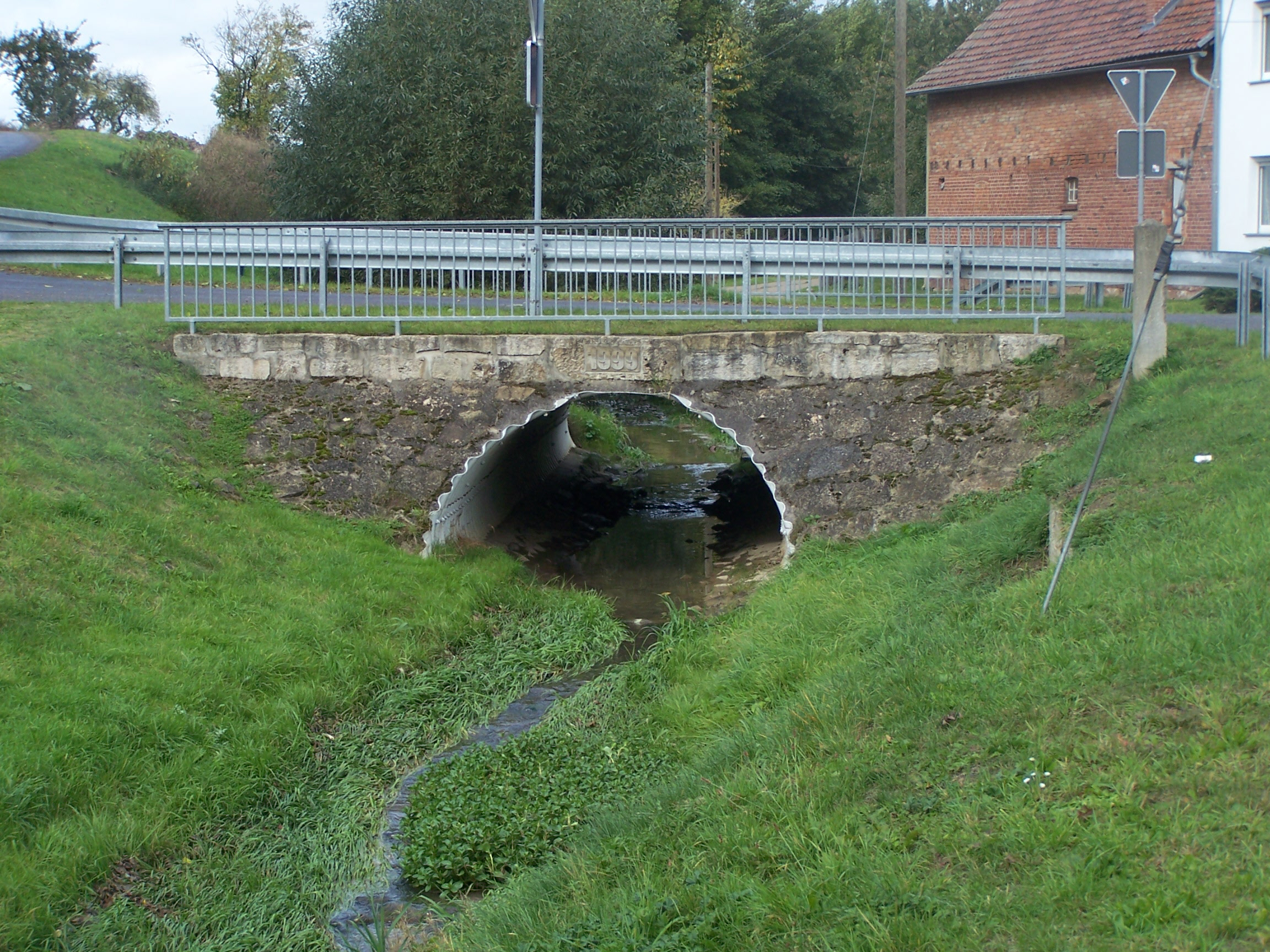
Die Böber in Bolleroda
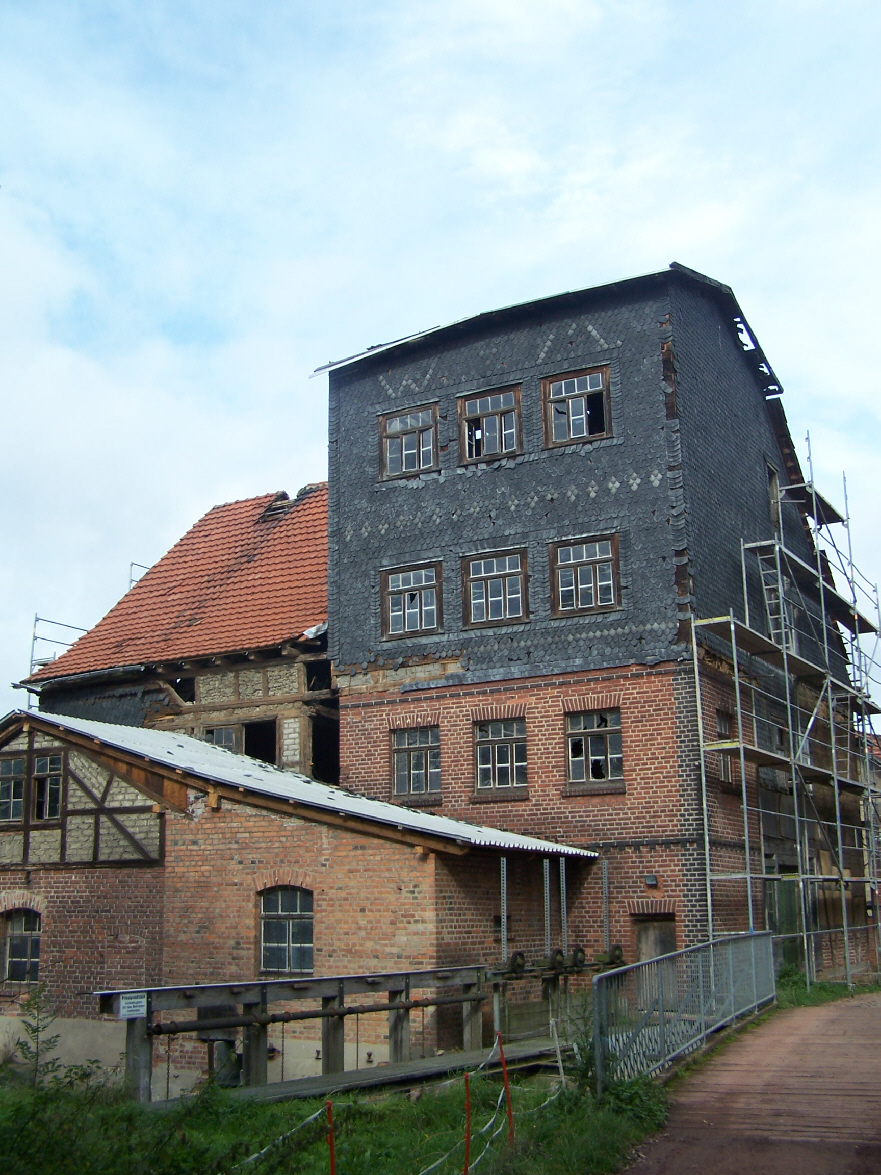
Nessemühle Großenlupnitz